# Vũ Công Tiến
Vũ Công Tiến (sinh ngày 2 tháng 9 năm 1956) là một chính trị gia người Việt Nam. Ông từng là đại biểu Quốc hội Việt Nam khóa 13 nhiệm kì 2011-2016 thuộc đoàn đại biểu tỉnh Lâm Đồng, Trưởng đoàn ĐBQH tỉnh Lâm Đồng khóa 13, Ủy viên Uỷ ban Đối ngoại của Quốc hội khóa 13.

## Xuất thân
Ông sinh ngày 2 tháng 9 năm 1956, người dân tộc Kinh, không theo tôn giáo nào. Ông có quê quán ở xã Đại Thắng, huyện Đại Lộc, tỉnh Quảng Nam.

## Giáo dục
Ông có trình độ học vấn là Cử nhân Xây dựng Đảng và chính quyền Nhà nước.
Ông có trình độ lí luận chính trị là Cao cấp lý luận chính trị.

## Sự nghiệp
Ông gia nhập Đảng Cộng sản Việt Nam vào ngày 29/1/1978.
Ông là Đại biểu Quốc hội Việt Nam khóa 13 nhiệm kì 2011-2016 thuộc đoàn đại biểu tỉnh Lâm Đồng, đồng thời là Phó Bí thư Tỉnh ủy, Trưởng đoàn ĐBQH tỉnh Lâm Đồng khóa 13, Ủy viên Uỷ ban Đối ngoại của Quốc hội, làm việc ở Văn phòng Tỉnh ủy Lâm Đồng.